# Indre Straumfjord
Indre Straumfjord est une localité du comté de Nordland, en Norvège.

## Géographie
Administrativement, Indre Straumfjord fait partie de la kommune de Sortland.